# Le Sorgho rouge (roman)
Ne doit pas être confondu avec Le Clan du sorgho rouge ou Le Sorgho rouge (film).
Le Sorgho rouge est un roman de l'écrivain chinois Ya Ding publié en 1987.

## Présentation
Il s'agit du premier roman de Ya Ding, écrit en français. Le Sorgho rouge est un best-seller international.
Le Sorgho rouge est un récit qui s'inspire de l'expérience de l'auteur mais n'est pas une autobiographie ou un témoignage. C'est « un roman », affirma Ya Ding, lors de son entretien avec Bernard Pivot à l'occasion de la présentation au prix Goncourt.
Ce livre a été traduit et publié en anglais, en allemand, en japonais, en espagnol, en danois, en italien, etc. Il a été traduit en Chine uniquement en 2010 alors qu'il avait déjà été dans de nombreuses autres langues auparavant.

## Résumé
Liang, âgé de 9 ans, quitte la ville avec son père, cadre du Parti communiste chinois, envoyé comme préfet dans un village reculé pour y propager la révolution communiste. Son père gère les terres du village pour prouver aux habitants les bienfaits du Parti et de Mao Zedong. Il fait construire des puits et des digues pour protéger les cultures des inondations et de la sécheresse. La récolte abondante lui donne une bonne image parmi les villageois.
Alors commence en Chine la Révolution culturelle. Liang rêve de devenir acteur de cet événement quand sont découverts des papiers compromettant ses parents. Ces derniers envoyés en prison, Liang se retrouve seul avec sa sœur de quatre ans à errer dans les champs de sorgho rouge. Les églises sont incendiées, les maisons fouillées, les objets jugés bourgeois sont détruits. Des membres du parti affirment que le travail du père de Liang, avec la construction des puits et des digues, sont des actes révisionnistes, dignes d'un « capitaliste bourgeois » permettant d'enrichir les villageois contrairement à l'idéal communiste.
Les repères de Liang disparaissent : son père adulé devient un traître en quelques jours, son grand-père héroïque général de l'Armée populaire de libération devient un vil propriétaire terrien qui oppresse les paysans, et apparaît la peur d'être « contaminé » par les traditions que Liang vient de découvrir.

## Récompense
- Prix littéraire de l'Asie en 1988
- Prix Cazes brasserie Lipp en 1988[note 1].

### Note
1. ↑  Le Prix Cazes, créé en 1935 par Marcelin Cazes, est décerné chaque année, à la Brasserie Lipp, avant l'ouverture du salon du livre de Paris. Il récompense un auteur n'ayant jamais eu d'autre distinction littéraire.